# Jefe de Gobierno del Distrito Capital
El jefe de Gobierno del Distrito Capital es un cargo designado por el presidente de Venezuela y que representa al órgano ejecutivo del Distrito Capital, en Venezuela. El cargo es de libre nombramiento y remoción, de acuerdo a lo establecido en la Ley especial sobre la organización y régimen del Distrito Capital:

El jefe de gobierno ejerce la administración de los órganos y funcionarios de la Administración del Distrito Capital, además, la dirección, coordinación y control de los organismos de su gobierno.

## Origen
Anteriormente el Distrito Federal estaba a cargo del Presidente de la República, quien nombraba un funcionario para que desempeñara el cargo en su nombre. Dicho funcionario tenía el cargo de gobernador de Distrito Federal.
En 1999, mediante la entrada en vigencia de la nueva Constitución, se creó el Distrito Capital a través de la eliminación de la figura del Distrito Federal. El 7 de abril de 2009 se aprobó la Ley sobre la Organización y Régimen del Distrito Capital que crea el Jefe del Gobierno, quien sería electo por el presidente de Venezuela y la función legislativa la ejercerá la República a través de la Asamblea Nacional.
La creación del Distrito Capital tiene fundamento legal en la Constitución de la República Bolivariana de Venezuela (1999) y en la Ley Especial sobre la Organización y Régimen del Distrito Capital.
En el artículo 16 de la Constitución de 1999, la Asamblea Nacional Constituyente agregó a la división político territorial de la Nación la figura del Distrito Capital: “Con el fin de organizar políticamente la República, el territorio nacional se divide en el de los Estados, el del Distrito Capital, el de las dependencias federales y el de los territorios federales. El territorio se organiza en Municipios”.
La primera disposición transitoria de la Constitución vigente estableció la necesidad de una reglamentación especial para el Distrito Capital:
"La ley especial sobre el régimen del Distrito Capital, prevista en el artículo 18 de esta Constitución, será aprobada por la Asamblea Nacional Constituyente, y preservará la integridad territorial del Estado Miranda. Mientras se aprueba la ley especial, se mantiene en vigencia el régimen previsto en la Ley Orgánica del Distrito Federal y en la Ley Orgánica de Régimen Municipal"
En el artículo 18 se reafirma a la ciudad de Caracas como capital de la República y enuncia la necesidad de legislar sobre su unidad político-territorial:
“La ciudad de Caracas es la capital de la República y el asiento de los órganos del Poder Nacional. Lo dispuesto en este artículo no impide el ejercicio del Poder Nacional en otros lugares de la República. Una ley especial establecerá la unidad político territorial de la ciudad de Caracas que integre en un sistema de gobierno municipal a dos niveles, los Municipios del Distrito Capital y los correspondientes del Estado Miranda. Dicha ley establecerá su organización, gobierno, administración, competencia y recursos, para alcanzar el desarrollo armónico e integral de la ciudad. En todo caso la ley garantizará el carácter democrático y participativo de su gobierno”.
Finalmente, en el artículo 156, numeral 10, se instituirá al Poder Público Nacional como el ente competente para la organización y regimentación sobre el Distrito Capital (y sobre las dependencias federales) en tanto entidad autónoma:
"Es de la competencia del Poder Público Nacional (...) la organización y régimen del Distrito Capital y de las dependencias federales".
El 7 de abril de 2009 es aprobada la Ley Especial sobre la Organización y Régimen del Distrito Capital por la Asamblea Nacional, y promulgada por el presidente el 13 de abril de 2009 (Gaceta Oficial 6.663). La Ley comprende dos disposiciones transitorias, dos disposiciones derogatorias y dos finales. Con la disposición derogatoria queda revocada la Ley de Transición del Distrito Federal al Distrito Metropolitano de Caracas (publicada en la Gaceta Oficial de la República Bolivariana de Venezuela N.º 37.006).
Esta Ley viene a saldar una deuda con el articulado constitucional y su disposición transitoria. De hecho, ninguna ley contemplaba una unidad de gobierno para la capital de la Nación; al contrario, la legislación vigente hasta 2008 se prestaba para la desintegración operacional de las instancias de gobierno, ya que no existía una clara delimitación de las competencias del Distrito Capital y las del Distrito Metropolitano. El Régimen Especial del Distrito Capital promueve el escenario ideal para el impulso y acompañamiento de los Consejos Comunales, Asambleas de Ciudadanos y demás organizaciones del Poder Popular.
La Ley sobre la Organización y Régimen del Distrito Capital, crea la figura del jefe de Gobierno, quien sería electo por el presidente de Venezuela y la función legislativa la ejercerá la República a través de la Asamblea Nacional.

## Naturaleza
A diferencia de los Estados que forman Venezuela, el Distrito Capital no cuenta con poderes, sino órganos de gobierno, dentro de los cuales se encuentra el jefe de Gobierno del Distrito Capital, la Asamblea Nacional de Venezuela, los cuales están a cargo de las funciones ejecutivas y legislativas. 
El artículo 156 de la Constitución de Venezuela de 1999 es claro en señalar que el Gobierno del Distrito Capital estará a cargo de los Poderes Federales. 

Artículo 156. Es de la competencia del Poder Público Nacional:

10. La organización y régimen del Distrito Capital y de las dependencias federales.

La razón para que las instituciones que forman el Gobierno del Distrito Capital no sean Poderes sino órganos tiene su origen en que, al ser la residencia de los Poderes Federales, el Distrito Capital no puede tener dos poderes residentes en el mismo territorio, lo que ocurriría en caso de existir poderes locales. 
El Distrito Capital es una entidad político territorial distinta a los Estados Federales, con territorio, personalidad jurídica y patrimonio propio.

LEY ESPECIAL SOBRE LA ORGANIZACIÓN Y RÉGIMEN DEL DISTRITO CAPITAL

El Régimen Especial del Distrito Capital es un sistema de Gobierno constituido por un órgano Ejecutivo ejercido por un jefe de Gobierno, cuya función legislativa estará a cargo de la Asamblea Nacional (AN), cargo que será de libre nombramiento y remoción por parte del Presidente de la República. Así lo establece en su Artículo 3 la Ley Especial sobre la Organización y Régimen del Distrito Capital, instrumento que publicó la AN, en la Gaceta Oficial número 39.156, de fecha lunes 13 de abril de 2009.

### Designación
El cargo es de libre nombramiento y remoción por parte del Presidente de la República, tal como pasa con otros cargos como Vicepresidente Ejecutivo de la República o un ministro:

Artículo 7. El Jefe de Gobierno del Distrito Capital será de libre nombramiento y remoción por parte del Presidente de la República Bolivariana de Venezuela.

La legislación establece y desarrolla las bases para la creación y organización del régimen del Distrito Capital, el cual comprende su organización, gobierno, administración y recursos de esta entidad político-territorial
Atribuciones
Dentro de sus atribuciones, el artículo 9 especifica que el jefe o jefa de Gobierno debe:
1. Cumplir y hacer cumplir en su jurisdicción la Constitución de la República, las leyes, decretos y demás normas jurídicas e instrucciones que emanen del Ejecutivo Nacional.
2. Administrar la Hacienda Pública del Distrito Capital.
3. Elaborar y ejecutar el Plan de Desarrollo Económico y Social del Distrito Capital, conforme al Plan de Desarrollo Económico y Social de la Nación, el cual se presentará ante el Consejo de Ministros.
4. Presentar el Anteproyecto de Presupuesto de Ingresos y Gastos Públicos para su consideración y aprobación ante el Consejo de Ministros.
5. Solicitar créditos adicionales y demás modificaciones del Presupuesto del Distrito Capital, previo cumplimiento de los requisitos legales.
6. Crear y organizar la Imprenta Capital y ordenar la promulgación de los actos que requieran publicidad en la Gaceta Oficial del Distrito Capital, tales como aquellos que produzcan efectos jurídicos de carácter general o de carácter particular, los decretos, resoluciones y providencias administrativas.
7. Decretar y contratar obras públicas del Distrito Capital conforme a la ley, emprender su ejecución y vigilar la buena inversión de los recursos a los fines de garantizar la mayor suma de bienestar y felicidad posible para los ciudadanos y ciudadanas.
8. Controlar la ejecución de las obras públicas del Distrito Capital, ajustándose a los recursos previstos en la Ley de Presupuesto Anual y las previsiones en otras leyes.
9. Contratar con fundaciones, cooperativas, organizaciones sociales o empresas, dando preferencias a aquellas de propiedad social, directa o indirecta previa demostración de su capacidad para garantizar el suministro de bienes o la prestación de servicios que fuesen necesarios.
10. En coordinación con el Ejecutivo Nacional, constituir las fundaciones, empresas del Estado, empresas de producción y propiedad social, así como cualquier otra forma jurídica de asociación que fuese necesaria para el cumplimiento de las atribuciones que le sean conferidas al régimen del Distrito Capital y proveer la dotación de los mismos y hacer la designación de las autoridades respectivas.
11. En coordinación con el Ejecutivo Nacional impulsar, coordinar y ejecutar programas sociales que fomenten el desarrollo cultural, ambiental, educacional, asistencial y de salubridad, que vayan en beneficio del crecimiento y mejoramiento de la calidad de vida de los habitantes del Distrito Capital.
12. Las demás que le asigne la Constitución de la República, las leyes, los reglamentos y el Ejecutivo Nacional

### Competencias
De acuerdo al Artículo 6 sus competencias son:
1. La administración de sus bienes, la inversión y administración de sus recursos, incluyendo los provenientes de las transferencias, subvenciones o asignaciones especiales del Poder Político Nacional, así como de aquellos que se le asignen como participación en los tributos nacionales.
2. Definir, en concordancia con el Poder Ejecutivo Nacional, la aplicación de las políticas destinas a prevenir y afrontar las calamidades públicas, desastres naturales y protección del medio ambiente. En los casos que les sean aplicables, se incorporará el Poder Popular.
3. Promover la organización de comunas y del gobierno comunal.
4. Establecer los servicios de prevención y lucha contra incendios.
5. Definir en concordancia con el Poder Ejecutivo Nacional, la aplicación de políticas, planes, programas, proyectos y actividades destinados a coadyuvar en la organización, aplicación y puesta en práctica de los servicios públicos del Distrito Capital.
6. Promover la cultura, valores, tradiciones y toda manifestación que propenda al fortalecimiento de la identidad caraqueña, y a la creación de principios éticos que contribuyan a la convivencia solidaria para la construcción de la nueva sociedad.
7. La organización, recaudación, control y administración de los tributarios propios, según las disposiciones de las leyes nacionales y del Distrito Capital. La creación, organización, recaudación, control y administración de los ramos de papel sellado, timbres y estampillas.
8. Coadyuvar con los órganos y entes competentes en materia de prevención del delito, seguridad pública y protección a las personas.
9. La promoción de la participación de los ciudadanos y ciudadanas en la formación, ejecución y contraloría social de la gestión pública, como medio necesario para lograr el protagonismo que garantice su completo desarrollo tanto individual como colectivo.
10. Ejecutar las obras públicas de interés del Distrito Capital, con sujeción a las normas y procedimientos técnicos para obras de ingeniería y urbanismo establecidos por la ley y las ordenanzas. Se desarrollará un modelo urbanístico, humano y armónico con la naturaleza.
11. La creación, régimen y organización de los servicios públicos del Distrito Capital, en coordinación con el Ejecutivo Nacional.
12. Colaborar con la protección de los niños, niña y adolescente, las personas con discapacidad y del adulto y adulta mayor.
13. La protección de la familia como institución fundamental de la sociedad y velar por el mejoramiento de sus condiciones materiales y espirituales de vida.
14. El régimen y aprovechamiento de minerales no metálicos que le sean asignados por el Ejecutivo Nacional.
15. El Distrito Capital podrá celebrar operaciones de crédito público con la previa autorización del Ejecutivo Nacional, de conformidad con la ley.
16. Cualquier otra que le sea asignada por la Constitución de la República, las leyes, los reglamentos o las transferidas por el Ejecutivo Nacional.

Entes Adscritos
- Banda Marcial Caracas
- Bomberos del Distrito Capital
- Cantera del Distrito Capital
- Corpocapital
- Corporación de Servicios del Distrito Capital
- Parque Zoológico El Pinar
- Fundación para los niños, niñas y adolescentes del Distrito Capital
- Fundación de Desarrollo Endógeno Comunal Agroalimentario (FUNDECA)
- Fundación Vivienda del Distrito Capital (FUNVI)
- Fundación para la Identidad Caraqueña
- Servicio Desconcentrado Lotería de Caracas
- Protección Civil del Distrito Capital
- Servicio de Administración Tributaria del Distrito Capital (SAT-DC

## Ingresos
Según el Art.14, El Distrito Capital tendrá como ingresos propios:
1. Los recursos que le correspondan por concepto de subsidio de capitalidad, de acuerdo a la Ley de Presupuesto y el correspondiente al Situado Constitucional, tal y como lo expresa la Constitución de la República.
2. El producto de las multas y sanciones pecuniarias impuestas por sus autoridades, así como las que se impongan a su favor por disposición de la ley.
3. El producto de su patrimonio, de la administración de sus bienes y los servicios que preste.
4. La tasas por el uso de sus bienes y servicios.
5. Los recursos provenientes de asignaciones económicas especiales y la Ley en materia de Asignaciones Económicas Especiales.
6. Los dividendos e intereses de cualquier naturaleza que correspondan al Distrito Capital por su inversión o aporte al capital de empresas de cualquier género, constituidas para la satisfacción de las necesidades públicas de competencia capital.
7. El producto de lo recaudado por concepto de venta de especies fiscales.
8. Los impuestos, tasas y contribuciones especiales que sean asignados por esta Ley y por otras leyes nacionales.
9. Los bienes que se donaren o legaren a favor del Distrito Capital.
10. Los recursos administrados por el Fondo de Compensación Inter-Territorial que le correspondan según los criterios de distribución establecidos con la ley.
11. Los recursos provenientes de cualquier otra transferencia o subvención, así, como los que le sean asignados como participación en los tributos nacionales de conformidad a la ley.
12. Los aportes especiales que le acuerden organismos gubernamentales nacionales u entes intergubernamentales.
13. El producto de cualquier otro recurso ordinario o extraordinario que legalmente le corresponda.

## Actualidad
El actual jefe de Gobierno es Nahum Fernández del PSUV, quien tomó posesión de su cargo el 29 de enero de 2021.
| Período                                     | Jefe de Gobierno       | Partido Gobernante | Comentarios |
| ------------------------------------------- | ---------------------- | ------------------ | --- |
| 14 de abril de 2009 - 13 de octubre de 2014 | Jacqueline Faría       | PSUV               | Designada por el presidente Hugo Chávez, es la primera jefa de Gobierno desde que se creó el Distrito Capital en 1999. Fue Ratificada por Nicolás Maduro en 2013. |
| 13 de octubre de 2014 - 26 de mayo de 2015  | Ernesto Villegas       | PSUV               | Designado por el presidente Nicolás Maduro. También funge como jefe de la Oficina Presidencial de Planes y Proyectos Especiales (OPPPE)                           |
| 26 de mayo de 2015 - 6 de enero de 2016     | Juan Carlos Dugarte    | PSUV               | Designado por el presidente Nicolás Maduro. |
| 6 de enero de 2016 - 29 de enero de 2017    | Daniel Aponte          | PSUV               | Designado por el presidente Nicolás Maduro. |
| 29 de enero de 2017 - 21 de junio de 2017   | Carolina Cestari       | PSUV               | Designado por el presidente Nicolás Maduro. |
| 21 de junio de 2017 - 5 de enero de 2018    | Antonio José Benavides | PSUV               | Designado por el presidente Nicolás Maduro. |
| 5 de enero de 2018 - 29 de enero de 2020    | Carolina Cestari       | PSUV               | Designado por el presidente Nicolás Maduro. |
| 29 de enero de 2020 - 13 de agosto de 2020  | Darío Vivas            | PSUV               | Designado por el presidente Nicolás Maduro. Falleció durante su gestión.                                                                                          |
| 17 de agosto de 2020 - 28 de enero de 2021  | Jacqueline Faría       | PSUV               | Designado por el presidente Nicolás Maduro. |
| 28 de enero de 2021 - En el cargo           | Nahum Fernández        | PSUV               | Designado por el presidente Nicolás Maduro. |

## Sede
Su sede está ubicada en el Municipio Libertador de Caracas en el antiguo Palacio de Gobierno que se usaba hasta 1999 como sede de la Gobernación del Distrito Federal. El edificio está ubicado al norte de la plaza Bolívar del referido municipio, esto de acuerdo a lo establecido en el artículo 4 de la Ley del Distrito Capital.

Artículo 4. La sede del Gobierno del Distrito Capital será el histórico Palacio de Gobierno de la extinta Gobernación del Distrito Federal, el cual se encuentra ubicado en el lado norte de la Plaza Bolívar de la ciudad de Caracas.